# 中国人民解放軍聯勤保障部隊
中国人民解放軍聯勤保障部隊（ちゅうごくじんみんかいほうぐんれんきんほしょうぶたい、簡: 中国人民解放军联勤保障部队、英語:  People's Liberation Army Joint Logistics Support Force）とは、中国人民解放軍の軍種の一つ。2016年9月、軍改革の一環として創設された。略称は聯保。
中央軍委後勤保障部の直属で、人民解放軍の後方勤務（兵站）部門を統合支援する。

## 概要
中央軍事委員会の直属とされ、旧総後勤部の部門の多くを継承した中央軍委後勤保障部の管轄下にある。
習近平は、聯勤保障部隊は「統合された後方勤務保障と戦略戦役支援保障を実施する主体であり、中国の特色ある現代軍事力体系の重要な構成部分である」と発言している。また「国防白書2019」においても、同部隊の任務は、「統合作戦、続合訓練、統合保障という要請に基づき、統合作戦体系への融合を加速させ、一体化した統合保障能力を向上」させることだとしている。

## 組織
同部隊は、武漢聯勤保障基地と、無錫、桂林、西寧、瀋陽、鄭州の聯勤保障センターから構成される。各センターは、所在する戦区の後方支援業務を担当し、平時には武漢聯勤保障基地の指揮下にあるが、戦時には各戦区の統合作戦指揮機構の指揮下に置かれ、戦区内の各部隊への後方支援を行うものと考えられている。
- 参謀部
- 政治工作部
- 規律検査委員会(監察委員会)

### 基地
- 武漢聯勤保障基地
  - 無錫聯勤保障センター(東部戦区)
  - 桂林聯勤保障センター(南部戦区)
  - 西寧聯勤保障センター(西部戦区)
  - 瀋陽聯勤保障センター(北部戦区)
  - 鄭州聯勤保障センター(中部戦区)

### 直属機関
- 中国人民解放軍総病院
- 中国人民解放軍軍事科学院軍事医学研究院